# E-Prix de Berna
El e-Prix de Berna es una carrera anual de monoplazas eléctricos del campeonato mundial de Fórmula E, que se celebrará en Berna, Suiza. Se corrió por primera vez el 22 de junio de 2019, perteneciendo a la temporada 2018-19 de Fórmula E. En un primer lugar la carrera se iba a desarrollar en Zúrich, pero finalmente se bajaron por la complicación que se generaba al tener que organizar este evento y el festival de Zuri-Fascht, unas semanas después del festival del orgullo de Zúrich.

## Circuito
La recta de meta del circuito callejero de Berna se ubicó en una cuesta arriba (calle Laubeggstrasse). Las otras dos rectas estaban sobre Aargauerstalden y Schosshaldenstrasse (cuesta abajo). La pista tenía varias chicanes y pasaba junto a un Bärengraben (parque de osos), vació al momento de la carrera.

## Ganadores
| Edición | Edición | Ganador          | Equipo       | Circuito                    | Resultados |
| ------- | ------- | ---------------- | ------------ | --------------------------- | ---------- |
| 2018-19 | 2018-19 | Jean-Éric Vergne | DS Teechetah | Circuito callejero de Berna | Resultados |